# Dașa Sevastopoliskaia

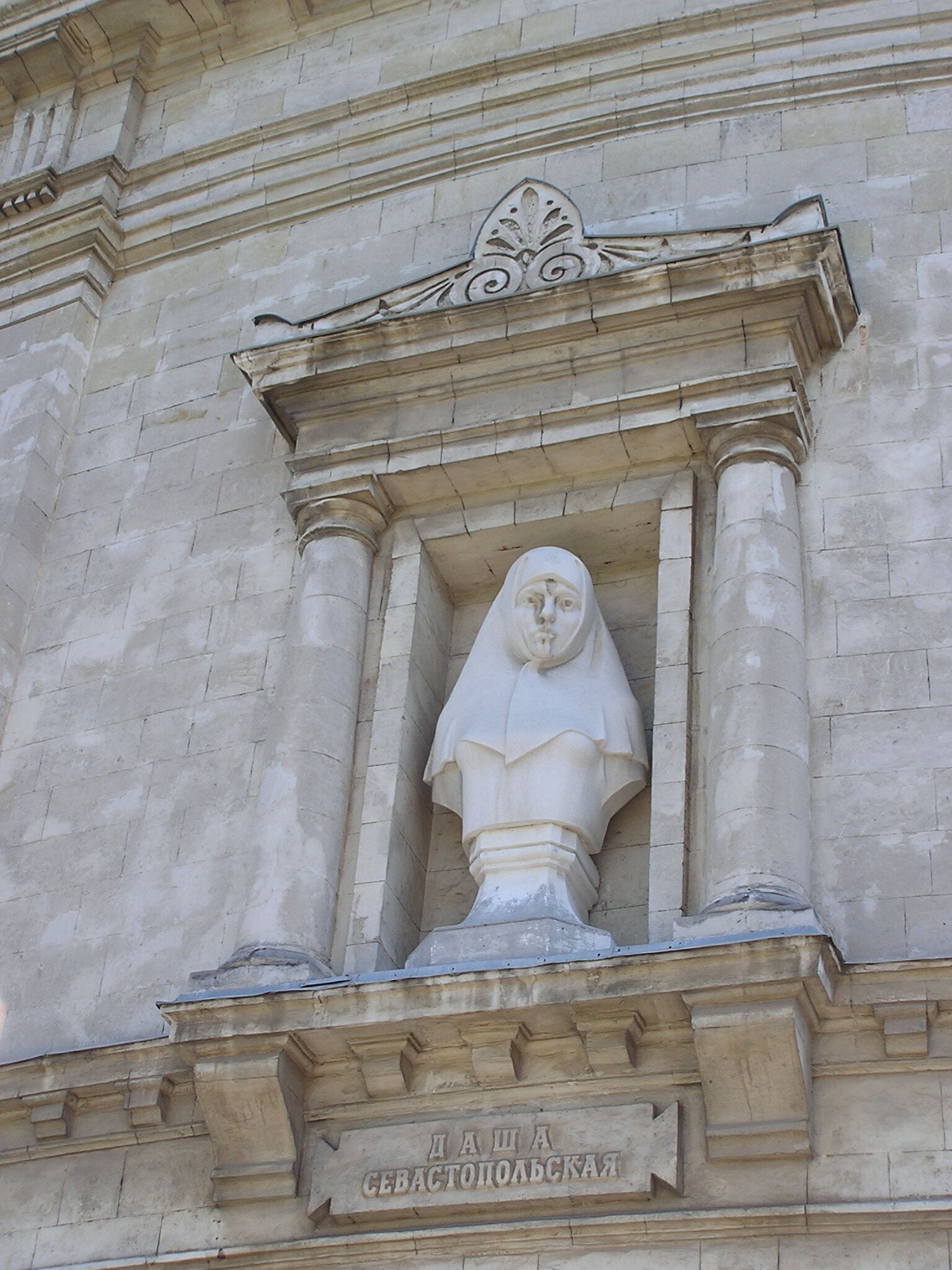
Dașa Sevastopoliskaia, sculptură pe peretele muzeului ”Apărarea Sevastopololului”

Dașa Sevastopoliskaia (rusă Даша Севастопольская, oficial Daria Lavrentievna Mihailovna, după soț Hvorostova; n. noiembrie 1836 – d. 1892) a fost o soră medicală de caritate rusoaică, eroină în cadrul asediului Sevastopolului din războiul Crimeii.